# Pasiphila acompsa
Pasiphila acompsa là một loài bướm đêm trong họ Geometridae.